# Cleistimum venatum
Cleistimum venatum là một loài bọ cánh cứng trong họ Cerambycidae.